# Німеччина. Зимова казка
«Німеччина. Зимова казка» — поема німецького поета Генріха Гейне, сюжетом якої послужила мандрівка письменника Німеччиною. З їдкою іронією, сарказмом і ненавистю Гейне накидується на католицьку церкву, романтичну школу і німецьке філістерство.

## Історія написання
Восени 1843 р. поет після тринадцятирічного вигнання вперше відвідав свій рідний край. У рідному місті він пробув з 29 жовтня до 7 грудня, побачивши матір та старих друзів. Потім Гейне від'їхав до Парижа. На шляху виникли перші задуми. А вже в лютому поет сповіщає Юліусу Кампе, що він написав «гумористичний шляховий епос». У квітні 1844 р. Гейне надіслав видавцю рукопис.

## Композиційний прийом
Складний життєвий матеріал втілений у поемі. Основний композиційний прийом — фабула подорожі. Рух дозволяє насичувати шляхові спостереження ліричними відступами, екскурсами в історію. Вірш відрізняється більшою рухливістю («все безумно дерзкие рифмы и бурлескная игра слов, тысяча и один намек на местные обстоятельства и злободневные события» — Гейне писав у передмові до французького видання поеми).

## Образ Німеччини
Німеччина, якою її бачить і описує поет, — стара, добре відома поетові Німеччина відсталих соціально-політичних порядків.
Сатира автора спрямована і на військових («Той самий дубовий народ-педант.//
Прямі кути й сьогодні//
У кожному русі, і всі з лиця//
Бундючні, тупі й холодні.»), і на служителів церкви («В канкані середньовічному тут //
Гасали ченці й черниці…»), і на французів («Вони філістери, як і ми,//
І це вже в них глибоко в серці…»), і на окремих письменників («Альфред де Мюссе, дотепний гамен,//
До нас прибуде з ними,//
Пробарабанить він на мені//
Свої тріскучі рими»).
Палкими словами Гайне закликає Німеччину пробудитися від темряви, минулого. Німецька земля надає поетові сили, він чує дихання Рейна. Ніч солодкого сну можлива лише на рідній землі.
Гейне любить свою батьківщину. Німеччина для нього — це край сили, це його Всесвіт, його призначення.

## Фантастична форма поеми
Роздуми і почуття поета виливаються в дуже своєрідну фантастичну форму і поет розмовляє з «батьком Рейном» (глава V); за поетом ходить привид, що ховає під плащем сокиру (глава VI); йому сниться, як за його наказом цей примарний наглядач розбиває ожилі кістяки трьох східних царів (глава VIII); поет звертається з промовою до вовків (глава ХІІ); він переказує легенду про Ротбарта і свариться з ним у сні (глави XV—XVII); поета мучить нічний кошмар (глава XVIII);
він зустрічається з богинею-покровителькою Гамбурга — Гаммон і розмовляє з нею (глави XXIII—XXVI). Ця своєрідна форма відкриває перед Гайне багаті ідейні та художні можливості. Вона надає роздумам і почуттям поета велику образну виразність, загострює сатиричну спрямованість окремих епізодів.